# Liste der geschützten Landschaftsbestandteile in Erfurt
In der Liste der geschützten Landschaftsbestandteile in Erfurt sind die geschützten Landschaftsbestandteile im Gebiet der kreisfreien Stadt Erfurt in Thüringen aufgelistet. Von 1996 bis 2016 wurden insgesamt 44 Gebiete mit einer Gesamtfläche von etwa 438 ha als geschützte Landschaftsbestandteile unter Schutz gestellt, von denen einige aus mehreren Teilflächen bestehen.

## Geschützte Landschaftsbestandteile
| Nr. | Bezeichnung                                                           | Lage                             | Gemarkung                                           | Beschreibung | Fläche (ha) | Datum | Bild            |
| --- | --------------------------------------------------------------------- | -------------------------------- | --------------------------------------------------- | --- | ----------- | ----- | --------------- |
|     | GLB "Alte Lehmgrube bei Schmira"                                      | 50° 56′ 54,2″ N, 10° 58′ 22,1″ O | Schmira                                             | Bis in die 1960er Jahre Ton- und Lehmgrube, dann Mülldeponie. Nach 1990 beräumt und Anlage von Kleingewässern, seitdem sich selbst überlassen. Tier- und Pflanzenbestand im Wandel zu trockenerem Wald- und Gebüschbiotop in Insellage in der Feldflur.                                                                                     | 4,4         | 1999  | Bild gesucht BW |
|     | GLB "Am Entenpfuhl"                                                   | 51° 4′ 18,5″ N, 11° 3′ 16,6″ O   | Stotternheim                                        | Feuchtwiese und Gehölz mit hohem Grundwasserspiegel nördlich von Stotternheim. Bedeutung als Lebensraum von Insekten und Landschnecken. | 2,5         | 2006  | Bild gesucht BW |
|     | GLB "Am kleinen Roten Berge"                                          | 51° 1′ 43,3″ N, 11° 4′ 29,3″ O   | Schwerborn                                          | Artenreiches Labkraut-Eichen-Hainbuchenwäldchen mit ehemaligem Sportplatzgelände am Nordhang des Kleinen Roten Berges. Aufgrund der Insellage im Agrargebiet Vogelbrutrevier. | 6,24        | 2006  | Bild gesucht BW |
|     | GLB "Am Rettbachgraben"                                               | 50° 56′ 30,1″ N, 10° 54′ 22″ O   | Frienstedt                                          | Isoliertes Feldgehölz geprägt durch hohen Grundwasserstand. Vogelbrutgebiet, Vorkommen seltener Käferarten. | 1,79        | 2006  | Bild gesucht BW |
|     | GLB "Blosenburg"                                                      | 50° 57′ 10,1″ N, 11° 3′ 33,5″ O  | Melchendorf                                         | Wegen vermutlich bronzezeitlicher Wallanlage frühzeitig geschütztes, unbebautes Areal inmitten der Siedlungsstruktur. Von Trespen-Halbtrockenrasen und Gebüsch bewachsener trockenwarmer Lebensraum. | 1,3         | 1997  | Bild gesucht BW |
|     | GLB "Das Werrchen"                                                    | 50° 57′ 30,6″ N, 10° 54′ 59,4″ O | Frienstedt                                          | Gehölz- und kleine Grünlandfläche nordöstlich von Frienstedt. Geprägt durch hohen Grundwasserstand und Nährstoffeintrag. Vorkommen der Wasserschwertlilie, Rückzugsgebiet für Tiere. | 8,75        | 2006  | Bild gesucht BW |
|     | GLB "Der Queren"                                                      | 51° 1′ 18,1″ N, 10° 52′ 37,9″ O  | Töttelstädt                                         | Feldgehölz nordwestlich von Töttelstedt an altem Waldstandort. Seltene Pflanzen- und Insektenvorkommen. | 3           | 2006  | Bild gesucht BW |
|     | GLB "Die Heubachbüsche"                                               | 51° 1′ 16,3″ N, 10° 52′ 23,5″ O  | Töttelstädt                                         | Südgeneigtes Feldgehölz mit Vernässungen an altem Waldstandort. Tier- und seltene Pflanzenvorkommen. | 6,75        | 2006  | Bild gesucht BW |
|     | GLB "Dorfstattwiese"                                                  | 50° 55′ 47,3″ N, 11° 8′ 53,2″ O  | Rohda                                               | Wiese mit angrenzendem quelligen Laubmischwald samt einem Waldtümpel. An der Grenze zum Landkreis Weimarer Land unmittelbar südlich der Autobahn A4. Vorkommen seltener Pflanzen- und Tierarten. | 2,62        | 1999  | Bild gesucht BW |
|     | GLB "Dreibrunnen"                                                     | 50° 57′ 56,3″ N, 11° 0′ 43,1″ O  | Erfurt                                              | Das von Bebauung und Gärten umgebene Gebiet am südwestlichen Stadtrand ist bekannt für den Brunnenkresseanbau. Die Quellschüttung ging im 20. Jahrhundert erheblich zurück. Acker-, Grünland-, Gehölz-, Hecken- und Ruderalbereiche sowie gewerblich genutzte Flächen und Wohnbebauung. Vorkommen seltener Insekten-, vor allem Käferarten. | 5,57        | 2006  | Bild gesucht BW |
|     | GLB "Ermstedter Holz"                                                 | 50° 57′ 50,4″ N, 10° 52′ 26,4″ O | Ermstedt                                            | Feldgehölzfläche in der Ackerlandschaft südwestlich von Ermstedt. | 1,94        | 1999  | Bild gesucht BW |
|     | GLB "Feldgehölze, Streuobstwiesen und Quellbereiche bei Salomonsborn" | 51° 0′ 12,2″ N, 10° 57′ 25,6″ O  | Salomonsborn                                        | Acht Teilflächen zwischen Salomonsborn und Marbach. Nordostexponierte Erosionstäler mit Feldgehölzen, Gebüsch-, Streuobst-, Vernässungs-, Grünland- und Halbtrockenrasenflächen isoliert in der Ackerflur. | 16,3        | 1999  | Bild gesucht BW |
|     | GLB "Feuchtwiese Schwansee"                                           | 51° 4′ 1,9″ N, 11° 4′ 35,4″ O    | Stotternheim                                        | Teil des im 18. Jahrhundert trockengelegten Schwansees im Norden Erfurts. Im Frühjahr grundwassergeflutete, später meist trockenfallende extensive Röhricht-, Halbtrockenrasen-, bis hin zu Knollendistel-Pfeifengras-Wiesen. | 17,58       | 1999  | Bild gesucht BW |
|     | GLB "Feuchtwiesen und Kleingewässer am Strohbergtümpel"               | 50° 56′ 30,8″ N, 11° 8′ 25,8″ O  | Rohda                                               | Von Karsterscheinungen geprägter Teil des Peterbachtals am südöstlichen Stadtrand. | 3,05        | 1999  | Bild gesucht BW |
|     | GLB "Galgenhügel"                                                     | 51° 3′ 15,1″ N, 11° 4′ 59,5″ O   | Stotternheim                                        | Hügel mit Trespen-Halbtrockenrasen in Nordhanglage östlich von Stotternheim. Obstwiesen, Gebüsche, Hecken und schmaler Ackerstreifen. Pflanzen-, Insekten- und Brutvogelvorkommen. | 8,2         | 1999  | Bild gesucht BW |
|     | GLB "Gehölze am Heubacher See"                                        | 51° 1′ 1,6″ N, 10° 51′ 38,5″ O   | Töttelstädt                                         | Feldgehölz zwischen Ackerhügelland und Waldflächen. Dient den das Naturdenkmal Heubacher See nutzenden Amphibien als Landlebensraum. | 0,5         | 2006  | Bild gesucht BW |
|     | GLB "Gehölze an der Wartburgstraße"                                   | 50° 57′ 31″ N, 10° 59′ 49,9″ O   | Hochheim                                            | Langgestrecktes Feldgehölz zwischen Wohn- und Gartengrundstücken am steilen Südosthang. Naturnahe Vegetation im Siedlungsbereich. Seltene Käfer- und Schneckenarten. | 0,25        | 1997  | Bild gesucht BW |
|     | GLB "Geraaue Gispersleben"                                            | 51° 1′ 43,3″ N, 10° 58′ 40,8″ O  | Gispersleben-Kiliani, Gispersleben-Viti             | Teil des Geralaufs im Norden Erfurts mit Pappel-Silberweiden-Auwald und weitgehend naturnaher Ufer- und Flutrasenvegetation. | 35          | 2007  | Bild gesucht BW |
|     | GLB "Geraaue Kühnhausen"                                              | 51° 2′ 11,8″ N, 10° 58′ 30,4″ O  | Kühnhausen, Gispersleben-Kiliani, Gispersleben-Viti | Abschnitt der Gera und Mahlgera mit angrenzenden Acker-, Grünland- und Gehölzflächen zwischen Gispersleben und der nördlichen Stadtgrenze. | 36          | 2007  | Bild gesucht BW |
|     | GLB "Großer und Kleiner Katzenberg"                                   | 51° 1′ 3,4″ N, 11° 5′ 13,9″ O    | Kerspleben, Töttleben                               | Südexponierte Geländestufe im Westen Erfurts mit Magerrasen, Gebüsch-, Gehölz und Heckenbestand. Pflanzen, Insekten- und SChneckenvorkommen. | 10,5        | 1999  | Bild gesucht BW |
|     | GLB "Hahnberg"                                                        | 50° 56′ 32,3″ N, 11° 6′ 29,2″ O  | Niedernissa                                         | Isolierte, mit Gebüschen durchsetzte Halbtrockenrasen- und darin eingestreute Obstgehölzfläche zwischen Ackerland und dem Niedernissaer Bach. Blütenpflanzenvorkommen und Vogelbrutgebiet. | 7,4         | 1999  | Bild gesucht BW |
|     | GLB "Henneteiche"                                                     | 50° 58′ 32,4″ N, 11° 4′ 39,5″ O  | Erfurt                                              | Teich- und Quellkomplex mit Silberweiden-Gehölzsaum, Schilfröhrichten und Ruderalflächen umgeben von Gewerbebebauung und offener Feldflur. | 0,85        | 1996  | Bild gesucht BW |
|     | GLB "Hochheimer Holz mit Hopfengrund und Wallburg"                    | 50° 57′ 20,5″ N, 11° 0′ 30,6″ O  | Hochheim                                            | Naturnaher Eichen-Hainbuchenwald an den Hängen des Geratals im Süden des Stadtgebiets mit vielfältiger Flora und Fauna. | 60          | 1996  | Bild gesucht BW |
|     | GLB "Hungerbachhölzchen"                                              | 50° 59′ 1,3″ N, 10° 58′ 44,8″ O  | Erfurt, Marbach                                     | Kerbtal zwischen Marbach und dem Flugplatzgelände. Isolierte Fläche mit alten Gehölzbeständen, Gebüschsäumen, Frischwiesen und Halbtrockenrasen. Vorkommen seltener Pflanzen- und Vogelarten. | 5,5         | 2001  | Bild gesucht BW |
|     | GLB "Hänge am Drosselberg"                                            | 50° 56′ 52,1″ N, 11° 3′ 40,7″ O  | Melchendorf                                         | Stark gegliedertes nordexponiertes Gebiet zwischen der Ortslage Melchendorf, einem Plattenbaugebiet, Gartenanlagen und dem militärischen Übungsgelände. Pflanzen- und Insektenvorkommen. Wendehalsbrutgebiet. | 24          | 1996  | Bild gesucht BW |
|     | GLB "Im großen Kuhrieth"                                              | 50° 57′ 31″ N, 10° 53′ 46,7″ O   | Frienstedt                                          | Von Ackerflächen umgebenes feuchtes Restwäldchen mit Schwarzerlen und Eschenbestand. | 1,7         | 2006  | Bild gesucht BW |
|     | GLB "Kalkhügel und Fasanenjagdgebiet"                                 | 50° 55′ 58,1″ N, 10° 57′ 36,4″ O | Bischleben                                          | Dreiteiliges Gebiet an der Grenze zum Landkreis Gotha. Ehemalige Kalkschotterbrüche mit Halbtrockenrasen, Sukzessionsgewässer mit Seggenröhricht in ehemaligen Lehmgruben. Fasanenjagdgebiet als reich strukturiertes Lehmabbaugebiet. Pflanzen-, Amphibien- und Insektenvorkommen.                                                         | 12,13       | 1997  | Bild gesucht BW |
|     | GLB "Kippelhorn"                                                      | 51° 2′ 1,7″ N, 10° 56′ 55,3″ O   | Tiefthal                                            | Gipskeuperhügel nordwestlich der Schwellenburg. Halbtrocken- und Trockenrasenflächen. | 1,8         | 1999  | Bild gesucht BW |
|     | GLB "Lohfinkensee"                                                    | 50° 54′ 48,6″ N, 11° 4′ 35,8″ O  | Egstedt                                             | Kleinräumiger Biotopverbund südöstlich von Egstedt nahe der A4. Feuchtwiese, Erlenbruch, totholzreicher Laubmischwald mit seltenen Pflanzengesellschaften. | 1,18        | 1999  | Bild gesucht BW |
|     | GLB "Petersberg"                                                      | 50° 58′ 46,9″ N, 11° 1′ 16,3″ O  | Erfurt                                              | Zwei geschlossene Gehölzbestände und drei Mauerabschnitte (zusammen 608 m) der Zitadelle. Blütenpflanzen, Käfervorkommen, Jagd- und Winterquartier für Fledermäuse. | 2,2         | 1997  | Bild gesucht BW |
|     | GLB "Pfaffenlehne"                                                    | 50° 57′ 58,7″ N, 10° 59′ 2,4″ O  | Erfurt, Bindersleben, Schmira                       | Am Eselsbach zwischen Peterborn- und Cyriaksiedlung. Einst kleinbäuerlich bewirtschaftetes Gebiet mit Ackerland, Wiesen, Streuobstbeständen. | 15,7        | 1997  | Bild gesucht BW |
|     | GLB "Roter Berg"                                                      | 51° 1′ 31,1″ N, 11° 0′ 57,6″ O   | Erfurt, Gispersleben-Viti                           | Dreiteiliges Gebiet am nördlichen Bebauungsrand Erfurts. Verbuschende Halbtrockenrasenflächen. Der Park Axmannshof ist ein Teilgebiet. | 25          | 1997  | Bild gesucht BW |
|     | GLB "Stedtener Wäldchen"                                              | 50° 55′ 37,2″ N, 10° 58′ 47,6″ O | Bischleben                                          | Osthang der Alacher Höhe mit durch Kleingewässer feuchtem Wald- und Grünlandbestand. Käfer- und Brutvogelvorkommen. | 16          | 1996  | Bild gesucht BW |
|     | GLB "Strienberg"                                                      | 50° 55′ 25″ N, 10° 57′ 54″ O     | Bischleben                                          | Südhanglage nordwestlich von Möbisburg. Halbtrockenrasen mit Gebüschen und Streuobstwiesen. | 21,1        | 1996  | Bild gesucht BW |
|     | GLB "Sulze"                                                           | 51° 1′ 11,3″ N, 10° 57′ 45″ O    | Gispersleben-Kiliani                                | Geländesenke zwischen Tiefthal und Gispersleben. Feldgehölz im Gebiet hohen Grundwasserstands. Diverse Rand- und Ruderalbereiche. Vogelbrut- und Nahrungshabitat. Laufkäfervorkommen. | 9,7         | 1997  | Bild gesucht BW |
|     | GLB "Wohngebietspark Roter Berg"                                      | 51° 0′ 59,4″ N, 11° 1′ 0,5″ O    | Erfurt, Gispersleben-Viti                           | Park mit Extensivgrünland, einem Abschnitt der Kleinen Gera und Feuchtgebiet. Kammmolchvorkommen. | 2,9         | 1997  | Bild gesucht BW |